# Scirocco (Oper)
Scirocco ist eine Oper in drei Akten von Eugen d’Albert. Das Libretto verfassten Karl Michael von Levetzow und Leo Feld. Die Uraufführung der Oper war am 16. Mai 1921 am Landestheater Darmstadt.

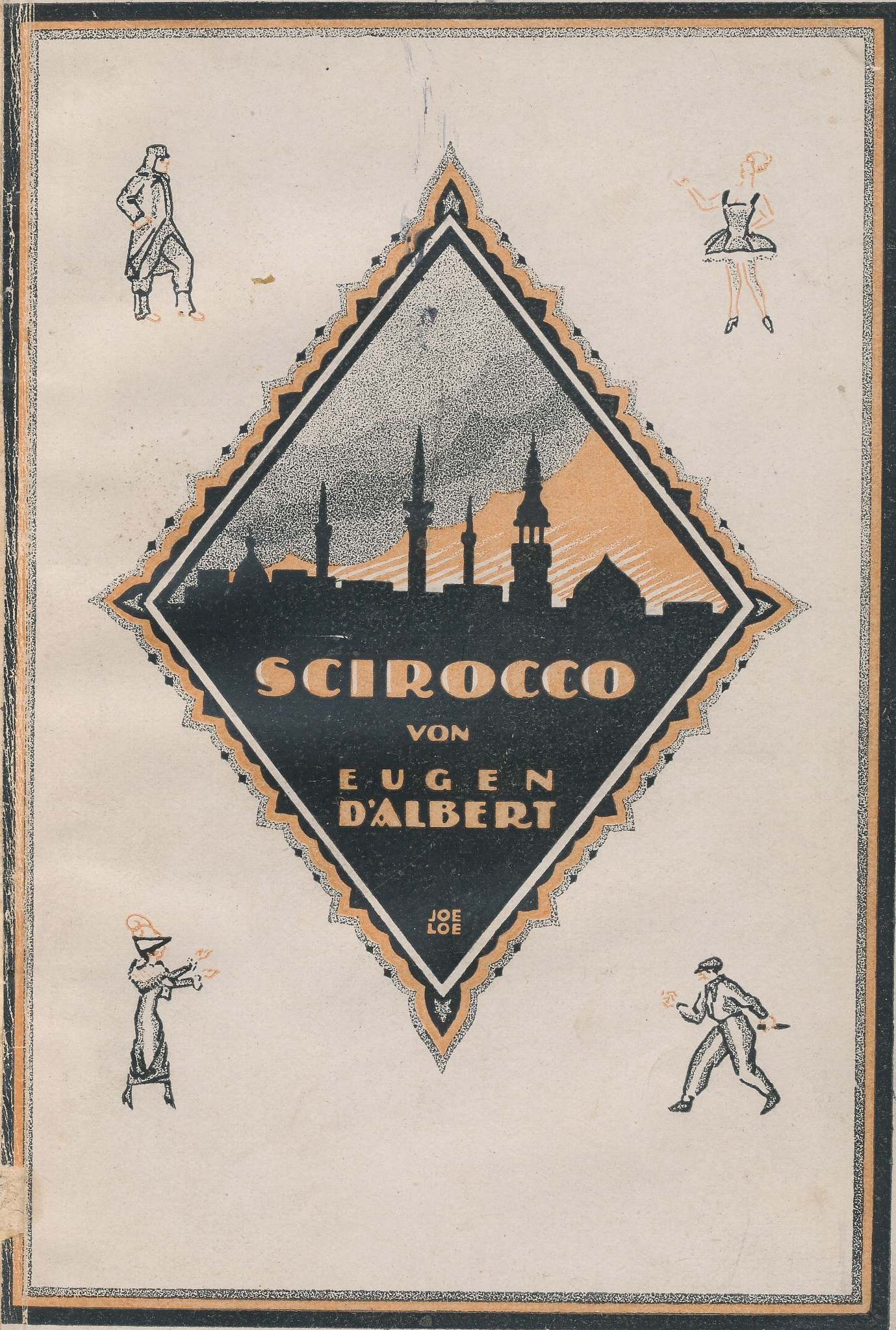
Scirocco Textbuch

## Handlung

### Erster Akt
Foyer und Bar eines großen Varietés

Eine zusammengewürfelte Gruppe aus Legionären stöhnt unter dem heißen Scirocco und dem Legionärsleben. Bardamen, an erster Stelle die rothaarige Rouquine, sorgen für die einzige Abwechslung. Da tritt Fürstin Natascha Saratoff auf, die den verschollenen Vetter und Bräutigam sucht. Es stellt sich heraus, dass der Legionär Dupont in Wahrheit Sascha Saratoff ist und vor der Tänzerin Poupoule – der vormalige Name der Rouquine – aus Paris in die Fremdenlegion geflohen ist. Angewidert von dem lasziven Getriebe in der Bar verlässt sie wieder den Raum. Kurz danach kommt die Rouquine in die Bar, wickelt Dupont, den sie nicht wiedererkennt, mit lüsternen Worten ein und bestellt ihn in dieser Nacht zu sich. Dupont singt verzweifelt über den Scirocco: 

„Die Spinnen des Scirocco! Kriechen uns an mit den greifenden Armen,

Und fangen und saugen. Senken den Saugstachel tief ins Hirn,

das sie mit den acht Armen umklammert... Und das arme Lebendige,

das sie umkrallt, zittert nur, zittert in blutlosem Wahnsinn!“

Natascha tritt voller Ungeduld doch wieder in die Bar und erkennt allmählich ihren Verlobten wieder. Sie nimmt ihm das Versprechen ab, noch in dieser Nacht mit ihr nach Hause zurückzukehren. Am Ende der Vorstellung jedoch stimmt die Rouquine Dupont um, voller Lust lässt er sich hinreißen und geht mit ihr ab.

### Zweiter Akt
Ein elegantes Hotelzimmer
Zuerst Dupont und der Marquis, dann etwas später kommt die Rouquine in das Hotelzimmer, in dem zwei Kellner bereits das Nachtessen vorbereitet haben. Da kommt Petroff und gesteht Rouquine seine Liebe und bitte sie, ihn mit sich zu nehmen. Sie schickt ihn wieder fort, da sie Mitleid mit ihm hat und ihm den schlechten Umgang mit ihr ersparen möchte. Schließlich sind Dupont und Rouquine alleine, und Dupont horcht sie über ihre Vergangenheit aus. Dabei verhöhnt sie seine Mutter, die auf den Knien bettelnd Rouquine angefleht hatte, von ihrem Sohn zu lassen. Voller Zorn erwürgt er Rouquine, und als der Weckruf erklingt, verlässt er das Zimmer.

### Dritter Akt
Freier Platz vor der Stadt

In das morgendliche Treiben vor der Legionskaserne erschallt die Nachricht, dass Rouquine ermordet worden sei. Dupont wird verdächtigt und muss zum Rapport vor den General. Natascha kommt und versucht ihn zur Flucht zu überreden. Doch schon kommt der Sergeant und nimmt Dupont in Haft. Plötzlich stürmt Petroff hinzu und berichtet wütend, dass der Marquis zuerst Rouquine und dann sich selbst mittels Morphium umgebracht habe. Dupont klärt Petroff auf und legt sein Schicksal in dessen Hände. Nach langem Schweigen antwortet er:

„Keiner ist schuldig und keiner ist rein.

Wir alle haben gemordet:

Sinnlos sie im Hass ihres Blutes,

sinnlos du im Hass deiner Rache,

sinnlos ich im Hass meines Schmerzes...

Sinnlos wir alle, und keiner kann richten.

Wir alle brauchen Verzeihung, die wir im Dunkel wandeln;

kein Mensch kann leben ohne des Bruders Gnade.

Steh' auf, meine Schwester; steh' auf, mein Bruder;

und geht in Freude, denn das Licht will Freude.“

Natascha, Sascha und Petroff brechen zur Heimreise nach Russland auf, während die Legionäre aus dem Kasernentor marschieren.